# Daniel Collins
Daniel Collins (Sydney, Nova Gales do Sul, 7 de outubro de 1970) é um ex-canoísta australiano especialista em provas de velocidade.

## Carreira
Foi vencedor da medalha de prata e bronze em K-2 500 m em Sydney 2000 e Atlanta 1996, junto com o seu colega de equipa Andrew Trim.